# Śmigno
Śmigno – wieś w Polsce położona w gminie Lisia Góra, w powiecie tarnowskim, w województwie małopolskim. Jest jednym z 11 sołectw gminy Lisia Góra. W latach 1975–1998 wieś należała do województwa tarnowskiego.

## Położenie
Śmigno leży na Płaskowyżu Tarnowskim. Położone jest w przeważającej większości na wysokości 240–250 m n.p.m., a w części zachodniej, w okolicach Marszówki obniża się do poziomu 200 m n.p.m. Wieś od strony południowej i północnej zamykają wzniesienia o układzie ciągłym. Przez środek wsi – wzdłuż osi wschód-zachód – ciągnie się żleb opadowy, którego dno stanowi potoczek Bełczek.
Od północy wieś graniczy z Kobierzynem, od wschodu z Lisią Górą, od południa z Pawęzowem, a od zachodu z Łukową.

## Placówki oświaty i kultury
Początki oświaty we wsi Śmigno sięgają 1909 roku. Utworzono wtedy szkołę jednoklasową, mieszczącą się w budynku dworskim. W latach 1914–1916 wybudowano budynek szkolny, który służył do lat 90. XX w. Obecnie szkoła mieści się w gmachu, który został oddany do użytku w 1998 roku. W Śmignie znajduje się również siedziba Gminnego Ośrodka Kultury Gminy Lisia Góra.